# Celso Testa
Celso Testa (Passo Fundo, 1 de outubro de 1929 — Porto Alegre, 18 de outubro de 2004) foi um político brasileiro.

## Vida
Filho de Oreste Testa e Genebra Testa. Aos dez anos de idade passou a residir em Erechim, onde seus pais passaram a residir.

## Carreira
Filiado ao PTB, foi vereador em Erechim, de 1962 a 1966. Em 1966 foi eleito deputado estadual pelo MDB, onde permaneceu por cinco legislaturas consecutivas. Foi deputado na 42ª, 43ª, 44ª, 45ª e 46ª legislatura.
Em 1985 foi indicado Conselheiro do Tribunal de Contas do Estado do Rio Grande do Sul, onde permaneceu até aposentar-se em março de 1998.